# 1989년 뉴캐슬 지진

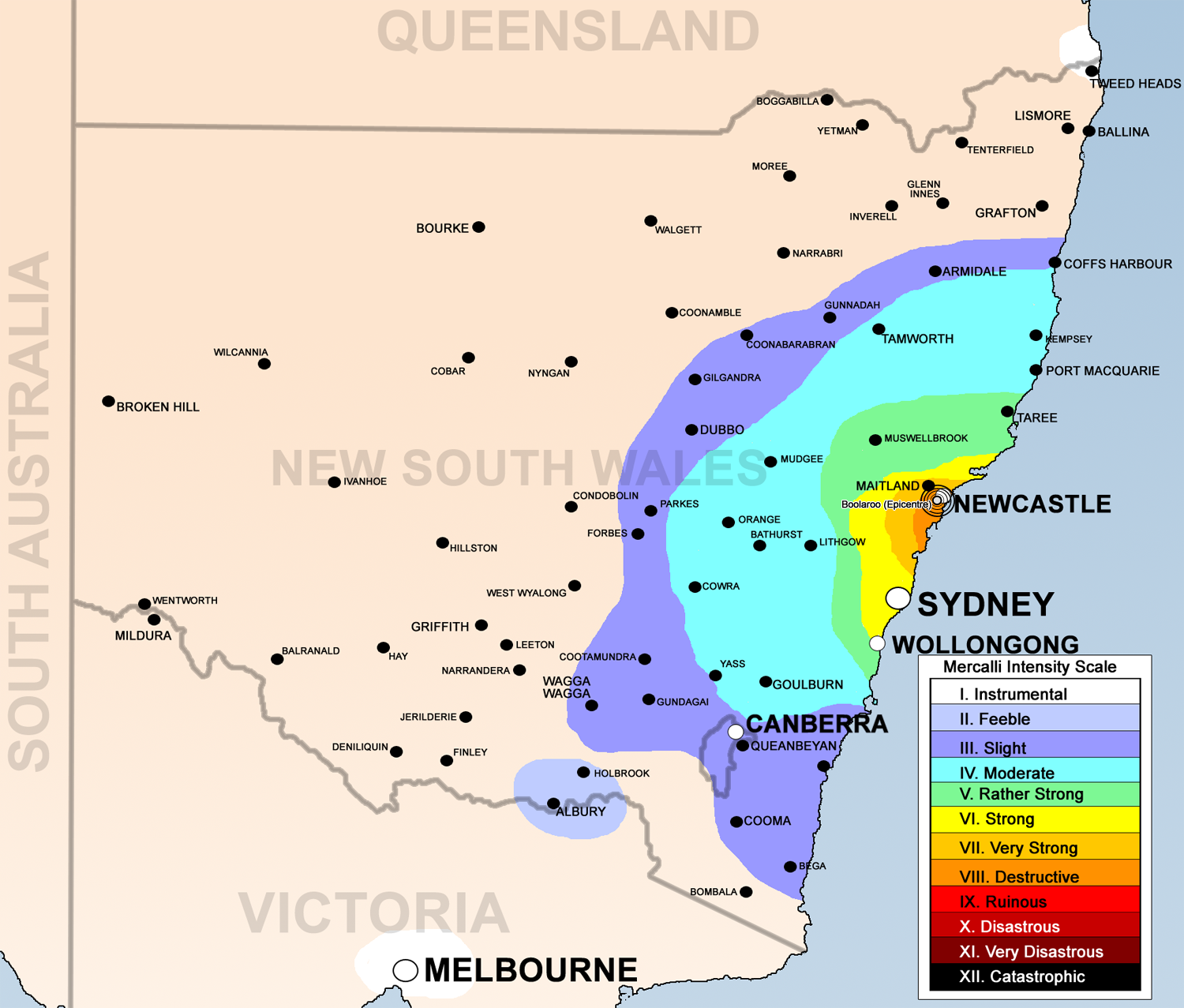

뉴캐슬 지진 (Newcastle earthquake)은 호주 남부 뉴사우스웨일스 주 뉴캐슬지역에서 1989년 12월 28일 오전 10시 27분에 발생한 릭터 규모 5.6이며 진원 깊이 11.5km 인 지진이다. 호주 역사상 최악의 자연 재해 중 하나이다.

## 지진 특징
호주판에 속한 호주의 경우 안정된 지각대에 속하지만 뉴질랜드 등 이웃 화산섬들의 지각 운동이 활발해 지면서 영향을 받았다.
진원지가 도심과 상당히 가깝다.
2007년 미국의 컬럼비아 대학 연구팀에 따르면 이 지역의 석탄 채굴이 지진의 원인이라는 설을 발표했다.
실제로 이 지역에서는 약 200년에 걸쳐 석탄 광산이 운영되었다. 수백만톤의 석탄과 광산에서 나오는 석탄의 4배이상의
지하수가 사라져 지각에 응력이 변화하고 있던 단층에 자극을 주었다는 발표이다.

## 피해규모
뉴캐슬 노동자 클럽 (Newcastle Workers Club)이 무너지면서 9명이 사망하고
많은 사람들이 잔해에 갇혔으며, 뉴캐슬의 다른지역에서 3명이 사망했다.
지진에 대한 쇼크사로 1명이 사망하여 최종 사망자는 13명으로 늘어 났으며 160명이 부상 당했다.
피해보상 청구액은 40억 호주 달러로 추정, 35,000가구 ,147개 학교와 3000여 채의 건물이
피해를 입었다.